# Зерновой склад (Гент)
Зерновой склад (нидерл. Korenstapelhuis) — историческое здание в Генте (Бельгия), памятник архитектуры, ценный образец гражданской архитектуры в романском стиле. Расположен на набережной Граслей (нидерл. Graslei, Набережная трав), в прошлом бывшей городским портом.
Точное время постройки здания неизвестно, приблизительно — XIII век. Здание построено в романском стиле из камня Турне. В прошлом оно играло важную экономическую роль, поскольку в Средних веках город обладал важной привилегией, так называемым «складочное право» (нидерл. stapelrecht). Оно означало, что любое судно, перевозившее зерно по Шельде и Лейе было обязано оставлять в Генте четверть груза. Эта часть груза должна была храниться в складе зерна две недели, и только после этого могло продаваться дальше. Благодаря этому город всегда имел резервный запас продовольствия.
«Право на складирование» было отменено только в 1734 году, в результате чего здание утратило свою первоначальную функцию. В настоящее время в здании размещается ресторан.